# Visual J++
Visual J++ – język programowania, którego twórcą jest Microsoft. Jest on oparty na języku Java firmy Sun Microsystems. Dwa znaki "+" (w nazwie), które w programowaniu są operatorem inkrementacji, mają sugerować, iż J++ jest językiem nowocześniejszym i lepszym od Javy. 

## J++ a Java
Mimo iż J++ był dostosowany do standardów języka Java, Microsoft nie zawarł w nim kilku istotnych komponentów znanych z oryginału, na przykład RMI oraz JNI.
W dodatku, J++ implementował rozszerzenia nieznane Javie, np. callback, co sprawiło uznawanie J++ za znacznie odrębny język w stosunku do oryginalnej Javy, tym bardziej, że aplikacje w tym języku nie są dostosowane do ustandaryzowanych metod dostępu do ukrytych funkcji systemu operacyjnego, który jest możliwy w przypadku aplikacji napisanych w języku stworzonym przez Sun Microsystems.

## Proces przeciwko twórcom J++
Choć Sun Microsystems udzielił Microsoftowi licencji na język Java, po pewnym czasie wytoczył proces gigantowi z Redmond z powodu naruszenia zasad umowy. Powodem podjęcia czynności prawnych, była sprzeczna z postanowieniami dokumentu niepełna implementacja specyfikacji języka.
Niektórzy twierdzą, iż było to celowe działanie Microsoftu aby przynajmniej spowolnić rozwój technologii oryginalnej Javy.